# Bedřich Horálek
Bedřich Horálek (4. března 1913 Hradec Králové – 2. prosince 1989) byl český malíř a grafik.

## Život a dílo
Akademický malíř Bedřich Horálek se narodil 4. března 1913 v Hradci Králové. Odborná studia zahájil v roce 1935 na Akademii výtvarných umění v Praze, kde měl možnost učit se u významných malířů, grafiků a ilustrátorů Františka Karla Loukotky (zemřel 1944) a profesora Karla Svolinského. Svá studia ukončil po válce v roce 1946 u profesora Otakara Nejedlého. S profesorem Otakarem Nejedlým podnikli také společnou cestu do Jugoslávie, odkud je řada jeho litografií, obrazů a kreseb. Pro svoji malířskou kariéru využíval řadu témat a inspirací. Věnoval se různým žánrům malby. Maloval krajiny, zaujat byl krajinou v okolí Prahy, jihočeskou krajinou a Jizerskými horami. Maloval zátiší, portréty a kytice. Byl známý svojí precizností a poetickým přístupem. Během své umělecké kariéry uspořádal souborné výstavy ve městech jako Kolín, Hradec Králové a také v Praze s Jednotou umělců výtvarných. Na výstavě v Českých Budějovicích v roce 1975 představil zajímavé serigrafie. Své letní sídlo měl na Sedlčansku nedaleko Prosenice. Jeho díla jsou v soukromých sbírkách, v majetku Ministerstva školství a některých veřejných institucí.
Byl členem skupin: Český fond výtvarných umění, Svaz českých výtvarných umělců, Tvůrčí skupina VU,Jednota umělců výtvarných. Žil v Praze.Zemřel 2. prosince 1989. Parte vydal Svaz českých výtvarných umělců Praha, ale bez udání místa úmrtí.

### Význačné obrazy
- Mlácení
- Staveniště na Smíchově
- Pod Vyšehradem
- Most Legií
- Časné jaro nad Prahou
- Vrátenská hora

## Výstavy

### Výstavy autorské
- 1940 Bedřich Horálek: Obrazy, kresby, grafika. Výstavní síň Elánu, Praha
- 1942 Gesamtausstellung /Souborná výstava. Jednota umělců výtvarných, Praha
- 1947 Bedřich Horálek: Krajiny. Galerie Jos. R. Vilímek, Praha
- 1949 Bedřich Horálek: Obrazy. Galerie Jos. R. Vilímek, Praha
- 1966 Bedřích Horálek: Grafiky, kresby. Galerie d- Praha
- 1973 Bedřich Horálek. Galerie Československý spisovatel, Praha
- 1975 Bedřich Horálek: Krajina v obrazech. KSSPPOP, České Budějovice
- 1976 Bedřich Horálek: Sedlčansko. Kulturní dům Josefa Suka, Sedlčany
- 1978–1979 Bedřich Horálek: Obrazy. Středočeská galerie, Praha
  - Bedřich Horálek: Poetická Praha 5. Galerie Československý spisovatel, Praha
- 1983 Bedřich Horálek: Obrazy ze Sedlčanska a okolí Smíchova. Galerie Československý spisovatel, Praha
- 1984 Bedřich Horálek. Obrazy. Galerie Dílo, Mariánské lázně
- 1986 Bedřich Horálek. Obrazy. Galerie Centrum, Praha
- 1990 Bedřich Horálek: Obrazy. Galerie bratří Čapků, Praha

### Výstavy kolektivní – výběr
- 1939 Národ svým výtvarným umělcům, Praha , Praha
- 1940 Jednota umělců výtvarných: 107. výroční řádná členská výstava, Dům Jednoty umělců výtvarných, Praha
  - Mladí: Výstava obrazů a soch, Mansarda Melantricha, Praha
  - Jednota umělců výtvarných: 111. řádná členská podzimní výstava Náš venkov, Dům Jednoty umělců výtvarných, Praha
- 1941 Jednota umělců výtvarných: 116. řádná členská podzimní výstava, Dům Jednoty umělců výtvarných, Praha
- 1942 Jednota umělců výtvarných: 117. výstava Portrét, Jednota umělců výtvarných, výstavní síně, Praha
  - Jednota umělců výtvarných: 119. členská výstava, Mánes, Praha
- 1943 Jednota umělců výtvarných: Zátiší / Stilleben, Jednota umělců výtvarných, výstavní síně, Praha a Členská výstava
- 1944 Letní výstava Jednoty umělců výtvarných, Dům Jednoty umělců výtvarných, Praha
- 1945 Jednota umělců výtvarných: 134. výstava, Palác Myslbek, Praha
  - Výstava studentů výtvarníků, Uměleckoprůmyslové museum, Praha
- 1946 Jednota umělců výtvarných: Členská výstava, Praha
- 1947 Jednota umělců výtvarných: Členská výstava 1947, Výstavní pavilon na Příkopě, Praha
- 1948 Poslední generace ze školy M. Švabinského, Galerie Jos. R. Vilímek, Praha
- 1949 Na prahu pětiletky s našimi malíři, Galerie Jos. R. Vilímek, Praha
  - Umění do bytu pracujících, Galerie Práce, Praha
- 1950 Dobrý originál do malého bytu, Galerie Československý spisovatel, Praha
- 1957 Malá krajina, Galerie Českého fondu výtvarných umění, Praha
- 1967 Obrazy, plastiky, grafika, Dům kultury a divadlo v Příbrami, Příbram
  - 1. pražský salon, Bruselský pavilon, Praha
- 1968 Kresba, grafika, drobná plastika, Galerie U Řečických, Praha
- 1969 2. pražský salón (obrazů, soch a grafik), Dům U Hybernů, Praha
- 1971 Výstava obrazů, plastik, grafiky, Dělnický dům v Kladně
- 1972 Mizející krajina očima pražských výtvarníků (výsledky úkolové akce ČFVU), Galerie U Řečických, Praha
- 1978 Umění vítězného lidu. Přehlídka současného československého výtvarného umění k 30. výročí Vítězného února, Praha, Praha
  - Současná česká krajinomalba a zátiší, Praha, Praha
- 1985 Vyznání životu a míru. Přehlídka československého výtvarného umění k 40. výročí osvobození Československa Sovětskou armádou, Praha, Praha
  - Vyznání životu a míru. Přehlídka československého výtvarného umění k 40. výročí osvobození Československa Sovětskou armádou, Dom kultúry, Bratislava
- 1987 Obrazy a sochy. Výstava pražských členů Svazu českých výtvarných umělců, Mánes, Praha